# André Coumans
André Jules Marie Coumans (né le 10 avril 1893 à Liège, mort le 8 mars 1958) est un cavalier belge de saut d'obstacles.
Il participe avec Lisette aux Jeux olympiques de 1920 à Anvers et remporte la médaille d'argent de l'épreuve par équipe.
Il était auparavant footballeur, évoluant au poste de défenseur au Standard de Liège de 1911 à 1913.